# Cortinarius
Cortinarius es un género de hongos de la familia Cortinariaceae. Se sospecha que es el género más grande de los agáricos y que contiene más de 2000 especies diferentes distribuidas en todo el mundo.
Una característica común entre todas las especies del género es que los ejemplares jóvenes tienen una cortina (velo), entre la tapa y el vástago de ahí el nombre, que significa cortina. 
La mayor parte de las fibras de la cortina son efímeras y no dejará rastro una vez desaparecida, a excepción de los remanentes limitados en el tallo en algunas especies.  